# 탈선 (1967년 영화)
"탈선"은 1967년 공개된 대한민국의 영화이다.

## 배역
- 신성일
- 김지미
- 남정임
- 박노식
- 조미령
- 이순재